# Ferry von Berghes
Ferry von Berghes (* 15. November 1910 in Schöneberg; † 24. Dezember 1981) war ein deutscher Jurist, Manager und Politiker (FDP).

## Leben
Der Sohn des Majors und Generalstabsoffiziers Curt von Berghes († 1939) und der Herta von Gahlen, Tochter des Bergwerkunternehmers Hugo von Gahlen, besuchte das Gymnasium und studierte im Anschluss Rechtswissenschaft und Volkswirtschaftslehre. Nach Ablegung des Ersten Juristischen Staatsexamens absolvierte er den Vorbereitungsdienst an Gerichten. Im Anschluss an das Zweite Juristische Staatsexamen trat er als Regierungsassessor in den preußischen Staatsdienst ein.
Am 17. Februar 1937 beantragte er die Aufnahme in die NSDAP und wurde rückwirkend zum 1. Mai desselben Jahres aufgenommen (Mitgliedsnummer 4.503.053). Nach dem Tod seines Vaters 1939 übernahm Berghes unter Quittierung des Staatsdienstes dessen Aufgaben als Vermögensverwalter, Aktionär und Besitzer eines Gutes in der Eifel. Er war Mitglied der SS und bekleidete den Rang eines Untersturmführers (SS-Nummer 252.660). 1939 wurde er Mitglied des Aufsichtsrates der Deutschen Erdöl AG (DEA) in Hamburg, dem er ohne Unterbrechung bis 1962 angehörte, seit 1960 als stellvertretender Vorsitzender. Des Weiteren war er Mitglied des Aufsichtsrates der Mannesmann AG. 1947 verpachtete er das im Familienbesitz befindliche Schloss Bergfeld an die Josefs-Gesellschaft, die es in eine Heilstätte für Knochen- und Gelenktuberkulose umwandelte.
Berghes trat in die FDP ein, für die bei der Landtagswahl in Rheinland-Pfalz 1959 erfolglos kandidierte. Noch im gleichen Jahr wurde er neben seinen Funktionen in der Privatwirtschaft Staatssekretär mit Kabinettsrang im Ministerium für Wirtschaft und Verkehr des Landes Rheinland-Pfalz. Dem Ressort stand in diesem Zeitraum kein Minister vor, es wurde direkt von Ministerpräsident Peter Altmeier geleitet. Bei den Bundestagswahlen 1961 und 1969 kandidierte er für den Deutschen Bundestag, errang jedoch kein Mandat.
Auf Betreiben des Aufsichtsratsvorsitzenden Franz Heinrich Ulrich wurde Berghes 1962 als Nachfolger des verstorbenen Günther Schlicht Vorstandsvorsitzender der DEA; seine Funktion als Staatssekretär übernahm Hermann Eicher. Obwohl bei der DEA ein Modernisierungsprozess einsetzte, musste das Unternehmen die Dividende in den folgenden Jahren mehrfach senken. Aus Sorge vor dem wachsenden Einfluss ausländischer Unternehmen versuchte er 1965 Bundeskanzler Ludwig Erhard davon zu überzeugen, die nationalen selbständigen Mineralölgesellschaften zu einem Konzern zu vereinigen. Die DEA wurde aber in der zweiten Hälfte der 1960er Jahre trotz Kapitalerhöhung von der Texaco übernommen und firmierte ab 1970 als Deutsche Texaco AG. Berghes musste den Vorstandsvorsitz 1967 niederlegen und kehrte in den Aufsichtsrat zurück.
Ferry von Berghes war seit dem 5. Mai 1951 mit Rose-Marie Astrid Clementine, Gräfin von Bethusy-Huc (* 1915) verheiratet. Das Ehepaar hatte eine Tochter und zwei Söhne.